# Bernadette Bürgi

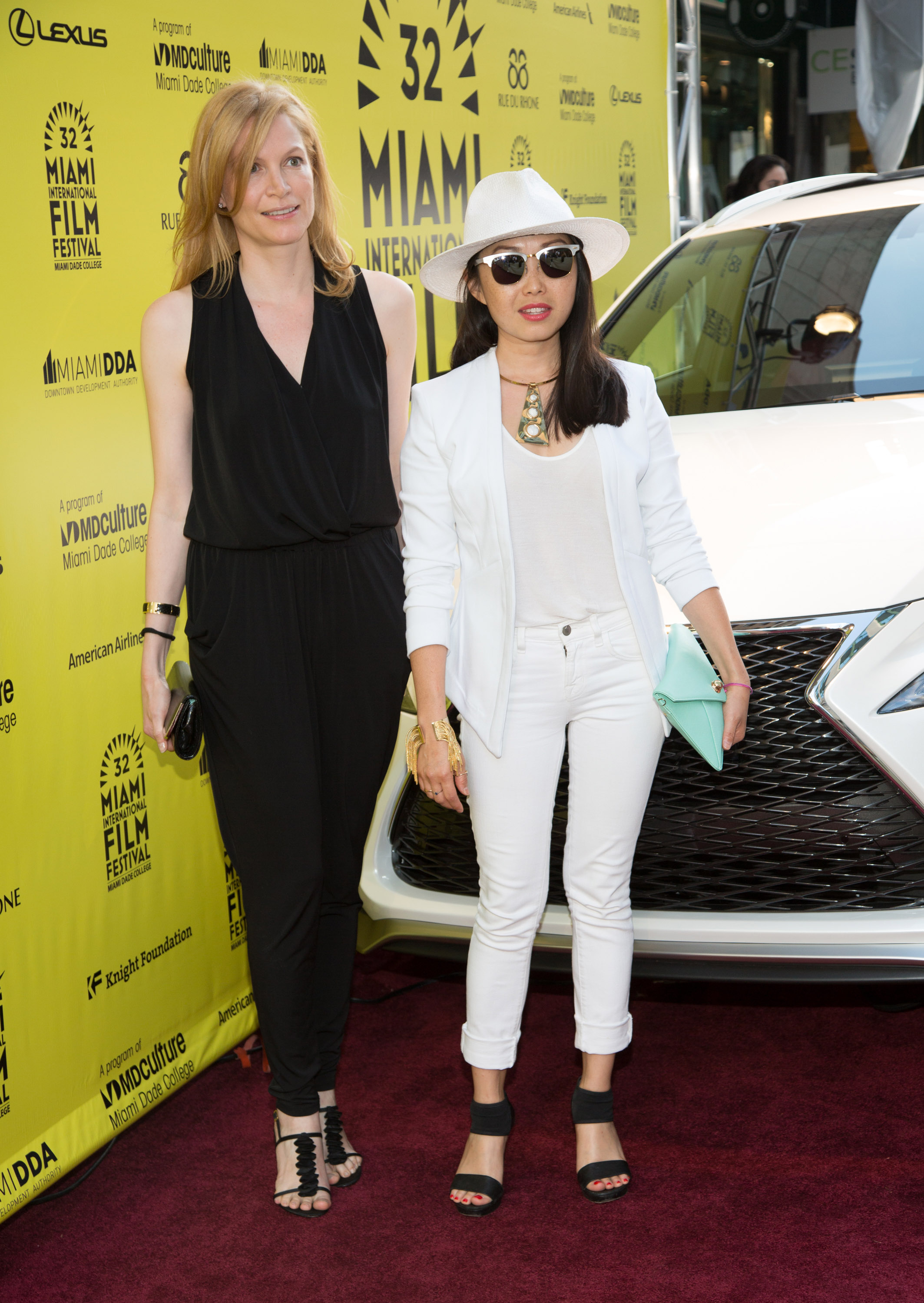
Bernadette Bürgi (links) and Lulu Wang (Miami International Film Festival 2015)

Bernadette Bürgi (* 1974 in Sarnen, heimatberechtigt in Lungern) ist eine Schweizer Filmproduzentin.

## Leben
Bernadette Bürgi ist in Sarnen aufgewachsen. Im Kollegitheater der Kantonsschule Obwalden spielte sie in mehreren Aufführungen. Ihr Studium an der Universität Freiburg in Wirtschaft und Kunstgeschichte schloss sie mit einem Master of Arts in Marketing and Management und einem Diplom in Journalismus ab. An der Universität Bern promovierte sie über das Thema Corporate Television 2.0.
Bürgi arbeitete im Bereich Marketing und Öffentlichkeitsarbeit. 2007 reiste sie im Zusammenhang mit ihrer Dissertation nach Los Angeles, wo sie Filmkurse belegte und bei einer erfahrenen Produzentin assistierte. 2008 gründete sie zusammen mit der chinesisch-amerikanischen Regisseurin Lulu Wang die Produktionsfirma Flying Box Productions. Die beiden entwickelten zusammen das Original-Drehbuch für den Film Posthumous und produzierten diesen. Die Dreharbeiten begannen im Herbst 2012. Mit Jack Huston und Brit Marling konnten sie zwei Stars für den Film engagieren. Das für unter 5 Millionen-Dollar produzierte Erstlingswerk hatte am 4. Oktober 2014 am Zurich Film Festival Premiere.
Bürgi ist seit 2004 Verwaltungsrätin in dem von ihrem Bruder geleiteten Familienbetrieb Guber Natursteine AG und in weiteren Familienbetrieben. Sie lebt in Los Angeles, Zürich, Berlin und Sarnen.

## Werke
- 2012: Errors of the Human Body, Executive Producer
- 2014: Posthumous, Produzentin